# Cappella di San Sebastiano (Savona)
La cappella di San Sebastiano è un piccolo edificio religioso che sorge nella località di Marmorassi, sulle alture dell'entroterra di Savona.

## Caratteristiche
La cappella non presenta valore artistico di rilievo. Costituita da unica navata di modeste dimensioni fu costruita in epoca incerta e fortemente rimaneggiata o ricostruita nel secondo dopoguerra. Ha un piccolo campanile a vela sul lato sinistro e in facciata presenta una bella immagine in rilievo del santo titolare, realizzata in terracotta secondo i canoni dell'arte ceramistica albisolese.